# Marea Socialista
Marea Socialista es un movimiento político venezolano de extrema izquierda contrario al Gobierno de Nicolás Maduro. Desde 2014 Marea Socialista ha intentado legalizarse como partido político, solicitud que ha sido rechazada tanto por el Consejo Nacional Electoral como por el Tribunal Supremo de Justicia. En la actualidad no está habilitado para participar en elecciones.

## Filosofía política
Marea Socialista se identifica como una izquierda no estalinista y no autoritaria. Su filosofía se enmarca dentro de la tradición trotskista. Marea Socialista tiene sus antecedentes en un partido de los años 70, 80 y 90 (siglo XX), el Partido Socialista de los Trabajadores (PST), que editaba el periódico La Chispa, y posteriormente confluyó en una unidad de tendencias denominada OIR (Organización de Izquierda Revolucionaria), que dio paso al Partido Revolución y Socialismo (PRS).
De ahí se desprendió Marea Socialista, que acompañaba a la revolución bolivariana y daba apoyo crítico al gobierno de Chávez. Actuó por varios años como una corriente del movimiento chavista que pronto se integraría al Partido Socialista Unido de Venezuela (PSUV) liderado por el entonces presidente venezolano Hugo Chávez.
Tras la muerte de Hugo Chávez, atendió al llamado hecho por el líder bolivariano a que se apoyase a Nicolás Maduro como presidente de Venezuela, aunque siempre desde posiciones críticas, pero gradualmente se fueron distanciando de este último hasta que ya excluidos del partido, oficializaron su ruptura con el PSUV y con Maduro, aseverando que el Gobierno de Maduro era contrario al «legado» de Chávez. Este movimiento considera que debe surgir una alternativa o referencia política que «rompa la falsa polarización» entre el Partido Socialista Unido de Venezuela (PSUV) y las organizaciones del antichavismo convencional.

## Alianzas
A nivel nacional, Marea Socialista ha sido parte integrante de varios frentes de lucha y alianzas temporales, tanto por objetivos puntuales como por objetivos programáticos y acuerdos electorales diversos, siempre en el marco de sus preceptos de independencia política de clase. Fue impulsora de agrupamientos sindicales clasistas y de la Plataforma del Pueblo en Lucha y del Chavismo Crítico, donde participaron sindicatos, asociaciones, movimientos y partidos de izquierda, tanto chavistas como socialistas no chavistas, contrarios al Gobierno de Nicolás Maduro y a la MUD.
A nivel electoral, en 2017, hizo parte de la Alianza Alternativa, en confluencia con la Unidad Política Popular 89, el Movimiento Popular Alternativo, el Movimiento Electoral del Pueblo-Originario, el Movimiento 20-20 y otros. Internacionalmente formó parte de la plataforma Portal de la Izquierda, donde se encontraban el Movimiento Por la Gran Transformación de Perú, el Movimiento Socialista de los Trabajadores de Argentina, el Movimento Esquerda Socialista (corriente interna del Partido Socialismo y Libertad de Brasil), el grupo francés La Comuna y el SMOT de Bielorrusia, entre otros grupos.
Portal de la Izquierda es a su vez miembro observador del Secretariado Unificado de la IV Internacional. Asimismo, se articulaba en la plataforma internacional de Anticapitalistas en Red. Pero luego, se apartó del SU de la IV Internacional con otras organizaciones, para dar paso a la formación de una agrupación internacional de partidos de diversos países, denominada Liga Socialista Internacionalista (lis-isl)constituida en mayo de 2019. A diferencia de otros grupos de oposición al gobierno de Nicolás Maduro, Marea Socialista mantiene sus banderas de izquierda y no ha avalado ninguna de las alianzas de partidos de derecha y centro la oposición tradicional, como la alianza con la Mesa de la Unidad Democrática.

## Historia
Aunque sus raíces más remotas se remontan a la unificación entre dos sectores trotskistas venezolanos, el PST-Voz Socialista y el MIR Proletario, que dio lugar al PST-La Chispa, este partido estableció vinculación con Hugo Chávez tras su salida de prisión en 1994, y le respaldó hasta las elecciones de 1998 en las que fue elegido presidente de Venezuela. Posteriormente, este partido se disolvió en el chavismo y sus dirigentes tuvieron un papel importante en el reagrupamiento sindical del movimiento obrero venezolano, confluyendo más adelante en lo que fue OIR y el PRS. En el proceso de formación de la Unión Nacional de Trabajadores, después del fallido golpe de Estado de la oposición de derecha contra Chávez, aquellos dirigentes hicieron conformaron una de sus corrientes más importantes: la Corriente Sindical Clasista Revolucionaria y Autónoma (C-CURA); pero diferencias que surgieron respecto a la política a seguir frente al gobierno de Chávez, dieron lugar a que un sector se constituyese como corriente político-sindical independiente; así que Marea Socialista originalmente surgió en 2007 como una corriente sindical que giraba en torno a Carabobo y Guayana, con un núcleo de activistas también en Caracas. Posteriormente en 2008 se integraron como una corriente interna del Partido Socialista Unido de Venezuela (PSUV) cuando Hugo Chávez llamó a unificar las fuerzas políticas chavistas.
El 23 de noviembre de 2014, todavía siendo una corriente interna del PSUV, denunciaron exclusión en vísperas de unas elecciones internas dentro de dicho partido al ser eliminados de la base de datos y de la lista de militantes para poder participar. Sin embargo, para ese entonces todavía apoyaban críticamente la gestión de Nicolás Maduro como presidente de Venezuela y le exigían la aplicación del Programa de la Patria y la Orientación conocida como Golpe de Timón a la que se había comprometido con Hugo Chávez antes del fallecimiento de éste.
En noviembre de 2014 solicitaron al Consejo Nacional Electoral su oficialización como partido político, petición que sería rechazada en mayo de 2015. Sin embargo, en mayo de 2015, Marea Socialista se separó oficialmente del PSUV tras denunciar el «brote de elementos autoritarios» por parte de la dirección del partido y también rechazaron la gestión de Nicolás Maduro que consideran contraria al «legado» de Hugo Chávez. En el marco de las elecciones parlamentarias de 2015, Marea Socialista establece alianza con el Movimiento Pluriétnico Intercultural de Venezuela (Mopivene) y con el Movimiento de los Pueblos Indígenas (Mopive).
En junio de 2016, la sede del movimiento fue allanada por funcionarios del Cuerpo de Investigaciones, Científicas, Penales y Criminalísticas (CICPC) «a fin de ubicar objetos de interés criminalístico». Sin embargo, los funcionarios solamente revisaron el lugar sin llevarse nada. Nicmer Evans, quien para entonces era uno de los dirigentes, denunció que las causas del allanamiento serían netamente políticas. El 4 de julio de 2017, Nicmer Evans, uno de sus principales líderes, anunció su salida de Marea Socialista, en un comunicado conjunto con la firma de Gonzalo Gómez, quien se mantiene al frente de Marea como vocero de la organización, y se informa de la desvinculación de Evans de la corriente política Marea Socialista.
Marea Socialista rechazó la instalación de la Asamblea Nacional Constituyente de 2017 considerándola como «fraudulenta y tutelada por la Presidencia de la República», por lo cual promovieron la abstención y el voto nulo para su conformación argumentando que «la misma traía un vicio de origen». No obstante, incluso reconociendo las irregularidades electorales en Venezuela, decidieron participar después en las elecciones regionales de 2017, aunque sin tarjeta propia, afirmando que «los derechos no se declinan y es necesario hacer todos los esfuerzos posibles por ejercerlos». Igualmente participaron sin tarjeta propia en las elecciones municipales de ese diciembre de ese mismo año.
En el marco de las elecciones presidenciales de 2018 apoyaron la candidatura de Reinaldo Quijada del partido Unidad Política Popular 89, quien forma parte del chavismo opositor contrario tanto al PSUV como a la oposición tradicional. Sin embargo, más adelante solicitaron al Tribunal Supremo de Justicia la anulación de las elecciones por presuntos ilícitos electorales.
Marea Socialista plantea también que se debe partir de las luchas populares y de los trabajadores, las cuales deben ser coordinadas y extenderse a nivel nacional con la finalidad de defender un plan de emergencia que favorezca a los trabajadores y al pueblo en lugar de la burocracia corrupta y de las élites que ellos consideran que se aprovechan de la crisis para lucrarse.
A raíz de la crisis presidencial de Venezuela de 2019, Marea Socialista se ha posicionado tanto en contra de Nicolás Maduro —a quien consideran «antidemocrático», «autoritario» y falso antiimperialista— como también en contra de Juan Guaidó —a quien consideran «usurpador» y «títere»—; por lo que en cambio apelan a la construcción de una fuerza autónoma y plural que promueva un referendo consultivo que lleve a la realización de elecciones generales.
En el marco de las elecciones parlamentarias de 2020 Marea Socialista llamó al voto nulo. Y pese a tener una postura distinta a la Alternativa Popular Revolucionaria frente a estas elecciones, quienes como coalición de izquierda crítica con la Administración de Maduro sí postularon candidatos, Marea Socialista apuesta por una alianza con ellos más allá de lo electoral. El 17 de marzo de 2022 la Sala Electoral del Tribunal Supremo de Justicia avaló la decisión del Consejo Nacional Electoral de no permitir legalizar a Marea Socialista con esta nomenclatura bajo el argumento de que el nombre «constituye una frase y no una denominación como tal».